# Federazione cestistica della Colombia
La Federazione cestistica della Colombia è l'ente che controlla e organizza la pallacanestro in Colombia.
La federazione controlla inoltre la nazionale di pallacanestro della Colombia. Ha sede a Bogotà e l'attuale presidente è Rodrigo Fuentes.
È affiliata alla FIBA dal 1939 e organizza il campionato di pallacanestro della Colombia.